# Libya Montes
Los Libya Montes (Montes de Libia) son un terreno montañoso en Marte levantado por el impacto gigante que creó la cuenca de Isidis al norte.
Durante 1999, esta región se convirtió en una de las dos principales que se estaban considerando para el cancelado Mars Surveyor 2001 Lander. La cuenca de Isidis es muy antigua. Por lo tanto, los montes de Libia que forman el borde sur de la cuenca de Isidis contienen algunas de las rocas más antiguas disponibles en la superficie marciana, y un aterrizaje en esta región podría proporcionar información sobre las condiciones en el Marte primitivo.
Después de que se formaron por el impacto de Isidis, los montes de Libia fueron posteriormente modificados por una gran variedad de procesos, incluida la actividad fluvial, la erosión eólica y la formación de cráteres por impacto. En particular, la escorrentía superficial inducida por la precipitación y la filtración de aguas subterráneas dieron como resultado la formación de accidentes geográficos fluviales, es decir, densas redes de valles, valles amplios y alargados, depósitos deltaicos, abanicos aluviales, paleolagos de cuenca abierta y costas. Tamaño del cráter: las mediciones de la distribución de frecuencias ("recuento de cráteres") revelaron que la mayoría de los valles se formaron a principios de la historia marciana (hace más de 3.700 millones de años, Noaquiano tardío). Sin embargo, estudios recientes muestran que la formación de valles continuó a lo largo de la Edad Media de Marte (período Hesperiano) y se detuvo hace 3.100 millones de años en el Hesperiano Superior.

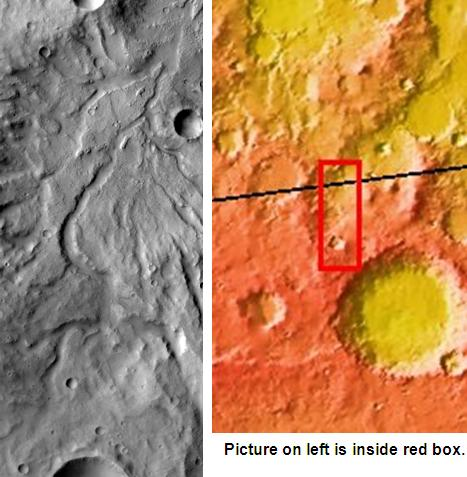
Montes de Libia en el cuadrángulo de Iapygia con redes de valles, visto por THEMIS.

## La "cara" de Libya Montes

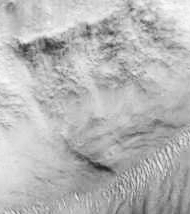
A veces llamado "cara coronada"

Libya Montes tiene una formación similar a una cara que aparece incluso cuando se ve desde diferentes ángulos y con diferentes ángulos del sol. Se puede encontrar en Mars Global Surveyor, imagen de ángulo estrecho de MOC M02-03051, ubicada aquí (MSSS) o aquí (bpir USGS) Archivado el 1 de octubre de 2011 en Wayback Machine.  (Recortar Archivado el 1 de octubre de 2011 en Wayback Machine.). También en la imagen HiRISE ESP 018368 1830 (sin mapa proyectado) y ESP 018223 1830: un par estéreo que permite generar datos de terreno en 3D. Como la más famosa Cara de Marte, es un ejemplo de pareidolia.